# 柳生三嚴
柳生三严（日语：／ Yagyū Mitsuyoshi，1607年—1650年4月21日），日本江戶時代武士、劍豪、旗本。初名七郎，諱三嚴、通稱十兵衛（日语：／ Jūbē），最常被浪漫化的武士之一。

## 生平
柳生十兵卫生於大和國柳生，是柳生宗矩的儿子。在关原之战中，宗矩为德川家康战斗，并且帮助幕府扩大了领地范围。因为其努力，宗矩被任命为幕府的剑术指导，成为一个小大名。宗矩之后连续为三代的幕府將軍提供剑术指导：德川家康、子德川秀忠以及孫德川家光。
1616年，柳生十兵卫成为德川秀忠的一名侍从。之后并成为德川家光手下的一名剑术指导，从而在某些时候可以顶替他父亲的角色。但是历史上没有有关柳生十兵卫这段时期的纪载。直到1631年，当十兵卫已经被认为是柳生家族最强的剑客的时候，他被幕府以很概括和含糊不清的理由开除。他的下落从此在接下来十二年间不为人知（即使是柳生家族丰富而详细的秘密纪录，也没有什么关于十兵卫的记载，特别是在这十二年间）。而柳生十兵卫真正重新现世是在他36岁的时候，在幕府的面前表演剑术。在这之后十兵卫重新上任，担任了很短时间的御所印判，并控制着他父亲的领地，直到1646年柳生宗矩逝世。另有一說是十兵衛二十歲時，將軍家光一心以為自己已盡得柳生宗矩真傳，竟穿夜行衣溜出禁宮，想與路上武士比試，結果巧遇正在夜巡的十兵衛，十兵衛見此人鬼祟便上前盤問，動手時只一招就將家光擊翻在地，還將他踹到了河溝里，待解開蒙面的頭巾才知道竟是將軍家光，家光顏面大失，卻也不好給十兵衛定罪，所以只以有失警覺為名罰十兵衛回奈良老家「柳生莊園」閉門思過，直到十兵衛三十二歲時才原諒他，重新召回身邊任職。
十兵卫写了一本书——《月之抄》，记载了他学剑的学校以及受到他父亲的朋友澤庵宗彭在学习上的指导。在这本书中，他简要的提供了关于他从江户城消失开始1631年到1643年这十二年间下落的线索——巡遊全国(武者修行)以精进剑术。由于柳生十兵卫的失踪以及没有关于他下落的文献记载，他的经历引起了人们的好奇和推测，然后在很多流行小说中被浪漫化。
在他父亲死后住在江户的几年间，十兵卫辞退了他的幕府工作并回到他的家乡，并于1650年初在那里因为不明原因逝世。某些报告称他因为心脏病而逝世，另一些人说他被他异母兄弟派手下暗杀。
他在東京都練馬區樱台的廣德寺和奈良县奈良市柳生村的芳德寺都有墓。

## 日本流行文化中的柳生十兵卫

在鬼武者2游戏中出现的宗嚴（Capcom杜撰故事稱「十兵卫」為柳生代代相傳的稱號，故此角色實為宗嚴，並不是其孫十兵卫）

雖然柳生十兵卫三严曾被驱逐出日本正史，但有不少作家、艺术家和电影制作人试图填补他消失的那几年的经历。
最早關於十兵卫的创作出自作家山田风太郎，其書《魔界轉生》描写十兵卫参与1637和1638年的岛原之乱。这个故事之后更于1981年被搬上大屏幕，由深作欣二执导。“魔界转生”还被漫画家鳥羽笙子改编成漫画，名字叫做。这部漫画之后又被改编成两部动画OVA（虽然原本的计划是四部）：“魔界転生地狱变”。之后在美国发行的时候是以“忍者复活”的名字发行的。导演／作家川尻善昭在他的宏篇大作《獸兵衛忍風帖》动画电影中，创造了主角人物牙神獣兵衛，以表示对柳生十兵卫的尊敬。在“侍魂”电子游戏中，他的语音因其出现的不同场景而由酒井隆行或者小林清志配音。
柳生十兵卫还出现在其他的漫画，动画和电子游戏中。这包括从叙事诗体裁的《斩虎屠龙剑》，青山刚昌的少年漫画系列《城市风云儿》，以及现代的模仿作品《柳生十兵卫（Jubei-Chan）》（讲述一个现代的女孩子成为具有300年历史的柳生家族的继承人）。还有几部电影也是关于柳生十兵卫的，包括《柳生一族之陰謀》以及《猿飛佐助 闇之軍団》。这两者都让千叶真一饰演柳生十兵卫的角色。在格斗游戏“侍魂”（1，2，4，5，6和RPG）裡，柳生十兵卫是一个可操纵的人物，也是这一系列游戏中少数几个真实存在的人物之一。柳生十兵卫第二部登场的游戏是“鬼武者”游戏系列，但实际其实这个角色是他的祖父，柳生宗嚴。在鬼武者第四部游戏中，一个姓柳生名茜的女性将柳生十兵卫奉为她的家族最强的人，并且在执行一个跟踪柳生宗矩的任务。在第一部游戏最后的一个隐藏预告片裡，显现的是一个戴眼罩的领头人物，这表明柳生十兵卫原本是要作为游戏续集的主人翁的。《武藏传》则以柳生十兵卫留下来的少为人知的历史为基础编撰了一个虚拟的情节。
十兵卫的一个有趣的方面是，在人们的印象中，他几乎总是被描绘成老百姓的英雄。因此基本上所有关于他的作品里都至少会有一个柳生十兵卫从过度骄纵的武士手中拯救无辜农民的场景（在十兵卫的时代，武士有权利在没有任何理由的情况下杀掉农民，而且他们基本上不用为此负担责任，特别是在这些农民对武士有某些不敬的举动时。）不过虽然柳生十兵卫富有一定英雄色彩，但是考虑到当时森严的阶级制度，对于像十兵卫这样一个属于武士阶层的人来说，英雄色彩是不太适合形容他的的。因此有很多推测针对人们对十兵卫的这种印象是如何产生的，要么是十兵卫真人其事带给其灵感，要么就是作家和电影制片人为了让十兵卫更英雄化而导致的。

## 独眼传说
传说中，柳生十兵卫只使用一只眼睛看东西。大部分的传说都宣称他在和他父亲柳生宗矩的一次斗剑过程中被不小心给击伤而导致一只眼睛失明。可是，十兵卫那个时代的肖像画出来他是有两只眼睛的。真实的情况不得而知，但是最近的一些作家都选择将十兵卫画成有两只眼睛。不过经典的“独眼龙”造型还是作为标准而存在的。其他的一些作家将成年十兵卫画成单目失明以符合这个独眼传说。
在流行文化中，十兵卫的眼罩通常就是用刀剑护把在外面包裹皮革而成的。另一个以此来编剧的是在谷口治郎的漫画《风之抄》裡，一个走在路上的剑客的右眼上有一块刀剑护，后面还有个差不多高的人跟着。这很符合流行文化对十兵卫的描述。一群武士将这个独眼剑客当成柳生（十兵卫）三严，虽然这个猜测只是一厢情愿。这个十兵卫在前5页里是解除武装的，直到几秒钟后双目健全的柳生十兵卫跟在他后面而现身。这个情节暗示在本地的习俗中，柳生十兵卫是带眼罩的。因此他的替身也戴上眼罩以令别人相信他是真的（即使真正的十兵卫是用两只眼睛的）。作者在这个故事中并没有作出任何的解释关于为何这个替身也有眼罩或者这个名声是怎么来的。在漫画的中期，真正的十兵卫在一场格斗中失掉了一只眼睛，因此在最终章中他带起了眼罩。另一个例外是《十兵卫》。在这裡面传给十兵卫的是一个粉红色的心形眼罩。

## 作为忍者的十兵卫
虽然是一名武士，但是柳生十兵卫在流行文化中偶尔也会被描述成具有忍者的特征。在他人生中消失的那十二年，可能是秘密地为將軍家光查探各藩的動態。需要注意的是，《兽兵卫忍风帖》、《魔界转生》和《十兵卫!心形眼罩的秘密》并没有将十兵卫視为忍者。《兽兵卫忍风帖》讲述的是另一个人物，而后两者在美国发行时改变了他们的标题，因此原本不是意味着忍者。

## 著作
- 月之抄（新陰流的太刀目錄、口船目錄之集大成）
- 武藏野
- 昔飛衛という者あり

## 登場作品
小說
- 柳生十兵衛（德間書店、峰隆一郎（日语：峰隆一郎）著）
- 柳生非情劍（講談社、隆慶一郎著）
- 柳生刺客狀（講談社、隆慶一郎著）
- 吉原御免狀（新潮社、隆慶一郎著）
- 柳生忍法帖（講談社、山田風太郎著）
- 魔界轉生（講談社、山田風太郎著）
- 柳生十兵衛之死（講談社、山田風太郎著）
- 十兵衛兩斷（新潮社、荒山徹（日语：荒山徹）著）
- 柳生薔薇劍（朝日新聞社、荒山徹著）
- 柳生百合劍（朝日新聞社、荒山徹著）
- 柳生大戰爭（講談社、荒山徹著）
- 刺客柳生十兵衛（廣濟堂（日语：廣済堂）、鳥羽亮（日语：鳥羽亮）著）
- 柳生十兵衛武藝錄：加藤清正的亡靈（幻冬舍、鳥羽亮著）
- 柳生十兵衛武藝錄：風魔一族的逆襲（幻冬舍、鳥羽亮著）
- 柳生連也齋 決鬥 十兵衛（德間書店、鳥羽亮著）
- 柳生十兵衛 風魔斬奸狀（廣濟堂、志津三郎著）
- 復讐連判狀 柳生十兵衛控（廣濟堂、志津三郎著）
- 柳生十兵衛神妙劍（文藝社（日语：文芸社）、秋山香乃（日语：秋山香乃）著）
- 柳生十兵衛七番勝負（文藝春秋、津本陽（日语：津本陽）著）
- 柳生十兵衛八番勝負（德間書店、五味康祐（日语：五味康祐）著）
- 柳生武藝帳（新潮社、五味康祐著）
- 十兵衛錆刃劍（集英社、田中啓文（日语：田中啓文）著）
- 柳生殺法帳（廣濟堂、新宮正春（日语：新宮正春）著）
- 柳生刑部秘劍行（集英社、菊地秀行著）
- 秘劍 柳生十兵衛 隻眼一人旅（講談社、早乙女貢（日语：早乙女貢）著）
- 隻眼柳生十兵衛（春陽堂書店、永岡慶之助（日语：永岡慶之助）著）
- 雙眼（講談社、多田容子（日语：多田容子）著）
- 月下妙劍（講談社、多田容子著）
- 柳生雙劍士（講談社、多田容子著）
- 柳生平定記（講談社、多田容子著）
- 柳生十兵衛秘劍考（創元社（日语：東京創元社）、高井忍（日语：高井忍）著）

影視劇
- 柳生十兵衛（1916年、日活、演：尾上松之助）
- 柳生十兵衛（1931年、新興、演：嵐寬壽郎（日语：嵐寛寿郎））
- 柳生月影抄（1941年、日活、演：阪東妻三郎）
- 柳生的兄弟（日语：柳生の兄弟）（1952年、松竹、演：水島道太郎）
- 劍聖 曉的三十六番斬（1957年、新東寶、演：辰巳柳太郎）
- 柳生武藝帳（1957年、東寶、演：戶上城太郎（日语：戸上城太郎））
- 柳生旅曆 女難一刀流（1958年、東映、演：大友柳太朗）
- 家光、彥左與一心太助（1961年、東映、演：平幹二朗）
- 柳生武藝帳（日语：柳生武芸帳#東映製作版）（1961年、東映、演：近衛十四郎）
- 日本劍客傳：小野次郎左衛門（日语：日本剣客伝）（1968年、NET、演：中山仁）
- 日本劍客傳：柳生十兵衛（日语：日本剣客伝）（1968年、NET、演：緒形拳）
- 柳生十兵衛（日语：柳生十兵衛 (1970年のテレビドラマ)）（1970年、CX、演：山口崇）
- 春之坂道（日语：春の坂道）（1971年、NHK大河劇、演：原田芳雄）
- 斬絕江戶 梓右近隠密帳（日语：江戸を斬る 梓右近隠密帳）（1973年、TBS、演：若林豪）
- 運命峠（日语：運命峠 (1974年のテレビドラマ)）（1974年、KTV、演：伊吹吾郎）
- 柳生一族的陰謀（日语：柳生一族の陰謀#映画）（1978年、東映、演：千葉真一）
- 柳生十兵衛（1978年、12CH、演：原田大二郎）
- 魔界轉生（1981年、東映、演：千葉真一）
- 柳生新陰流（日语：柳生新陰流 (テレビドラマ)）（1982年、TX、演：目黑祐樹（日语：目黒祐樹））
- 寬永御前試合（1983年、ANB、演：鹿賀丈史）
- 風雲 柳生武藝帳（日语：風雲 柳生武芸帳）（1985年、TX、演：北大路欣也）
- 風雲！江戶的黎明（日语：風雲!江戸の夜明け）（1989年、TX、演：池上公司）
- 将軍家光微訪（日语：将軍家光忍び旅）（1990年、ANB、演：勝野洋）
- 柳生十兵衛（1990年、TBS、演：時任三郎）
- 柳生武藝帳（日语：柳生武芸帳#1990年-1992年）（1990年、NTV、演：松方弘樹）
- 天下的副將軍水戶光圀 德川御三家的激鬥（日语：天下の副将軍水戸光圀 徳川御三家の激闘）（1992年、TX、演：近藤正臣）
- 德川家康的秘寶（1992年、ABC、演：又野誠治）
- 德川無賴帳（日语：徳川無頼帳）（1992年、TX、演：西城秀樹）
- 運命峠（1993年、CX、演：阿部寬）
- 決鬥鍵屋十字路 荒木又右衛門（1993年、NTV、演：江守徹）
- 德川武藝帳：柳生三代的劍（日语：徳川武芸帳 柳生三代の剣）（1993年、TX、演：村上弘明）
- 姬將軍大暴亂（日语：姫将軍大あばれ）（1995年、TX、演：池上幸司）
- 德川劍豪傳：之後的武藏（日语：徳川剣豪伝 それからの武蔵）（1996年、TX、演：藤岡弘）
- 魔界轉生（2003年、東映、演：佐藤浩市）
- 武藏MUSASHI（2003年、NHK大河劇、演：岩田佳也）
- 甲賀忍法帖（2005年、松竹、演：仁科克基）
- 天下騷亂〜德川三代的陰謀（日语：天下騒乱〜徳川三代の陰謀）（2006年、TX、演：中村獅童）
- 柳生一族的陰謀（日语：柳生一族の陰謀#スペシャルドラマ）（2008年、EX、演：上川隆也）
- 柳生武藝帳（日语：柳生武芸帳#2010年）（2010年、TX、演：反町隆史）
- 柳生一族的陰謀（日语：柳生一族の陰謀#スペシャルドラマ（NHK））（2020年、NHK、演：溝端淳平）

舞台劇
- 柳生十兵衛 魔界轉生（1981年、新宿KOMA劇場、演：千葉真一）
- 魔界轉生（2006年、新橋演舞場、演：中村橋之助（日语：中村芝翫 (8代目)））
- 魔界轉生（2011年、前進座（日语：前進座）、演：關智一）
- 魔界轉生（2018年、明治座、演：上川隆也）

漫畫
- 陸奧圓明流外傳 修羅之刻（講談社、川原正敏（日语：川原正敏）作）
- 獨眼獸 Mitsuyoshi（日语：隻眼獣ミツヨシ）（集英社、上山徹郎（日语：上山徹郎）作）
- 城市風雲兒 （小學館、青山剛昌作）
- 柳生連也武藝帖（LEED社（日语：リイド社）、臣新藏（日语：とみ新蔵）作）
- Let's Go武藝帖（雙葉社、吉本良明（日语：よしもとよしとも）作）
- 魔界轉生（LEED社、山田風太郎作・臣新藏畫）
- 魔界轉生 （講談社、山田風太郎作・石川賢畫）
- 柳生十兵衛之死（集英社、山田風太郎作・石川賢畫）
- 風之抄（日语：風の抄）（秋田書店、古山寬作・谷口治郎畫）
- 闇之土鬼（日语：闇の土鬼）（講談社、横山光輝作）
- 柳生劍鬼抄（角川書店、JET作）
- 十兵衛紅變化（日语：十兵衛紅変化）（角川書店、JET作）
- Y十M～柳生忍法帖～ （講談社、山田風太郎作・瀨川雅樹（日语：せがわまさき）作）
- Time Walker零（日语：タイムウォーカー零）（集英社、飛鷹有希（日语：飛鷹ゆうき）作）
- 凶刃者Bureida（集英社、小池一夫（日语：小池一夫）作・精作作）
- 佐助（集英社、白土三平作）
- 與柳生一族戰鬥的男人（LEED社、武本三郎（日语：武本サブロー）作）
- 柳生非情劍 SAMON（日语：柳生非情剣 SAMON）（新潮社、隆慶一郎著・田畑由秋作・余湖裕輝（日语：余湖裕輝）畫）
- SAKURA斬！（秋田書店、岡本尚作）
- GATE 7～7號閘門～(集英社、CLAMP作)

遊戲
- 劍豪（日语：剣豪 (元気のゲームソフト)）
- THE 武士道 〜辻斬一代〜（日语：THE 武士道 〜辻斬り一代〜）
- 惡代官（日语：悪代官 (ゲーム)）
- 侍魂

## 外部連結
- 柳生ドットコム（奈良柳生街道・柳生の里） （页面存档备份，存于）
- 兵法目録
- 昔飛衛という者あり
- 新陰流兵法転会 （页面存档备份，存于）